# Nhất điểm hoàng
Nhất điểm hoàng (danh pháp hai phần: Dendrobium heterocarpum) là một loài lan trong chi Lan hoàng thảo.
Cây phân bố từ Nam Á đến Đông Nam Á. Tại Việt Nam, cây có mặt ở các khu vực thuộc tỉnh Lâm Đồng.